# Ahn Ji-ho
Ahn Ji-ho (Hangul: 안지호, RR: An Ji-ho) es un actor surcoreano.

## Carrera
Desde octubre de 2019 forma parte de la agencia CL & Company (씨엘엔컴퍼니).
El 29 de mayo de 2019 apareció como part del elenco principal de la película A Boy and Sungreen donde interpretó a Bo-hee, un sensible y tímido estudiante de secundaria criado por su madre que junto a la ayuda de su mejor amiga decide buscar a su padre luego de enterarse de que probablemente no esté muerto.
El 2 de marzo de 2020 se unió al elenco principal de la serie Nobody Knows donde dio vida a Go Eun-ho, un joven que termina en coma después de saltar de un edificio luego de enterarse de un terrible secreto relacionado con Baek Sang-ho (Park Hoon), hasta el final de la serie el 21 de abril del mismo año.
En octubre del mismo año se anunció que se había unido al elenco principal de la serie Youth (también conocida como "Blue Sky") donde interpretará al alter ego del famoso rapero y bailarín Jung Ho-seok, miembro del exitoso y popular grupo surcoreano BTS. La serie se espera sea estrenada en el 2021.

## Filmografía

### Series de televisión
| Año  | Título             | Personaje                          | Notas                    | Ref.          |
| ---- | ------------------ | ---------------------------------- | ------------------------ | ------------- |
| 2014 | Drawing, Spring    | Seo Geun-tae ("Pebble") (de joven) | Serie web, ep. 1         |               |
| 2020 | Nobody Knows       | Go Eun-ho                          | 16 episodios             | [ 9 ]         |
| 2021 | Move to Heaven     | Han Jung-woo (de joven)            | 2 episodios - (invitado) |               |
| 2021 | The Veil           | Choi Sang-gyun                     |                          | [ 10 ]        |
| 2022 | All of Us Are Dead | Kim Cheol-soo                      |                          |               |
| 2022 | Youth              | Jung Ho-seok                       |                          |               |
| 2025 | The Defects        | Joo-an                             |                          | [ 11 ] [ 12 ] |

### Películas
| Año  | Título                                | Personaje        | Notas                                                                                      | Ref.   |
| ---- | ------------------------------------- | ---------------- | ------------------------------------------------------------------------------------------ | ------ |
| 2016 | Vanishing Time: A Boy Who Returned    | Sang-chul        | junto a Gang Dong-won, Shin Eun-soo, Kim Hee-won, Kwon Hae-hyo, Uhm Tae-goo y Ahn Sang-woo |        |
| 2017 | Along with the Gods: The Two Worlds   | Joven            | Junto a Ha Jung-woo, Ju Ji-hoon, Kim Hyang-gi y Kim Dong-wook                              |        |
| 2018 | The Princess and the Matchmaker       | Deok-goo         | Junto a Shim Eun-kyung, Lee Seung-gi, Yeon Woo-jin, Kang Min-hyuk y Choi Woo-shik          |        |
| 2018 | Along with the Gods: The Last 49 Days | Joven            | Junto a Ha Jung-woo, Cha Tae-hyun, Ju Ji-hoon y Kim Hyang-gi                               |        |
| 2018 | Inseparable Bros                      | Se-ha (de joven) |                                                                                            |        |
| 2019 | A Boy and Sungreen                    | Bo-hee           | Junto a Shin Dong-mi, Kim Joo-ah, Seo Hyun-woo y Kim Hyun-bin                              | [ 13 ] |
| 2019 | The House of Us                       | Chan             |                                                                                            |        |
| 2020 | My Wife Has Gaigned Weight            | Ha-joon          | Junto a Jang Young-nam, Kim Tae-hoon y Kim Joon - (corto)                                  |        |
| 2023 | Rebound                               | Jung Jin-wook    | Junto a Ahn Jae-jong                                                                       | [ 14 ] |

### Revistas / sesiones fotográficas
| Año  | Título | Notas  |
| ---- | ------ | ------ |
| 2022 | Cine21 | [ 15 ] |

## Premios y nominaciones
| Año  | Premios                         | Categoría              | Trabajo            | Resultado |
| ---- | ------------------------------- | ---------------------- | ------------------ | --------- |
| 2018 | Seoul Independent Film Festival | Independent Star Award | A Boy and Sungreen | Ganó      |
| 2020 | 56th Grand Bell Award           | Best New Actor         | A Boy and Sungreen | Nominado  |
| 2020 | 56th Baeksang Arts Award        | Best New Actor         | A Boy and Sungreen | Nominado  |
| 2020 | 28th SBS Drama Award            | Best Young/Child Actor | Nobody Knows       | Ganó      |